# 이엘씨
이엘씨(ELC Co. Ltd.)는 대한민국의 TFT-LCD 백라이트 기업이다. 본사는 충청남도 아산시 음봉면 스마트산단1로 20에 위치해 있다.  대표이사는 김성익이다.

## 역사
1984년 (주)신평물산으로 설립되었고 2000년 이라이콤으로 2024년 3월에 현재의 사명으로 변경하였다. 20224년 적자사업인 BLU 제품 제조·판매를 영업 정지하고 유망사업인 반도체 공정용 제어계측기기 및 기타부품 개발 및 판매에 집중하기로 하였다

## 상장
2003년 7월 4일에 코스닥 시장에 상장하였다.

## 같이 보기
- 백라이트

## 참고 문헌
1. ↑  김병근, IT 중견기업 2세들, 경영 전면에 '로그인', 한국경제, 2017.03.30
2. ↑  남동우, 한국IR협의회 기술분석보고서-이라이콤, 2021년 3월 11일
3. ↑  기술분석보고서-이라이콤, 2019년 2월 14일[깨진 링크(과거 내용 찾기)]
4. ↑  박순엽, 이라이콤, 708억원 규모 BLU 제품 제조·판매 영업정지, 이데일리, 2024년 3월 21일